# Mobro 4000
La Mobro 4000 fue una barcaza (en inglés, barge) propiedad de MOBRO Marine Inc. Con un hecho en 1987 que lo convirtió infame por transportar la misma carga de basura a lo largo de la costa este de América del Norte desde Ciudad de Nueva York para Belice y de regreso hasta que se encontró una manera de deshacerse de la basura. Durante este viaje, la prensa local a menudo se refirió a la Mobro 4000 como el «Gar-Barge»de un juego de palabras de la palabra Basura Húmeda o “Garbage” en inglés.

## Viaje
En 1987, Nueva York se enfrentó al problema de haber llenado sus vertederos al máximo. Por ello, se tomó la decisión de transportar los desechos a Morehead City, en Carolina del Norte, con el objetivo de transformarlos en gas metano. El 22 de marzo de ese año, el remolcador “Descanso del Día” arrastró la barcaza Mobro 4000, cargada con más de 3.100 toneladas de residuos. La expedición, organizada por el empresario Lowell Harrelson y el líder mafioso Salvatore Avellino de Long Island, partió de Islip, Nueva York. Acompañado por el remolcador “Amanecer” y con 3.168 toneladas de basura a bordo, el convoy se dirigió hacia un proyecto experimental en Morehead City para su conversión en metano.
Durante su viaje, surgió un rumor sobre la presencia de contaminantes en 16 paquetes de desechos hospitalarios, incluyendo batas, jeringas y pañales, que supuestamente afectaban la totalidad de la carga. La barcaza Mobro 4000 permaneció en Morehead City mientras el equipo de noticias de WRAL-TV, siguiendo una pista, se desplazó en helicóptero hacia la zona para realizar una investigación. La periodista Susan Brozek de Action News 5 reveló los detalles en el noticiero de las 6 p. m. del 1 de abril de 1987. Tras esto, las autoridades de Carolina del Norte comenzaron su propia indagación, lo que llevó a la emisión de una orden para que la barcaza Mobro continuara su trayecto.
En consecuencia, Carolina del Norte declinó recibir los desechos. Posteriormente, la barcaza Mobro 4000 navegó a lo largo de la costa en busca de un sitio alternativo para su descarga, enfrentando constante oposición. Tras 11 días de demora, intentó regresar a Luisiana, su punto de partida, pero fue rechazada allí también. De manera similar, Alabama, otros tres estados, y países como México, Belice y Las Bahamas, también se negaron a aceptar la basura. La Marina de México incluso prohibió su entrada a las aguas territoriales del país. La barcaza llegó hasta Belice, donde fue rechazada una vez más, antes de que los responsables decidieran abandonar su intento y retornar a Nueva York.
Lowell Harrelson, propietario de la basura, intentó negociar el atraque del Mobro cerca de Queens para que los residuos fueran transportados de vuelta a Islip en camión. Sin embargo, Claire Shulman, presidenta del condado de Queens, no fue informada y consiguió una orden de restricción temporal que mantuvo los desechos en el mar. El Mobro, con su carga en descomposición, permaneció cerca de las costas de Brooklyn hasta julio, cuando se le asignó un anclaje federal en Nueva Jersey. Las audiencias judiciales continuaron hasta octubre, momento en el cual se decidió que los desechos debían ser incinerados en Brooklyn. Las cenizas resultantes, unas 430 toneladas, fueron finalmente depositadas en el vertedero de Islip.

## Legado
El incidente del Mobro 4000 se convirtió en un caso emblemático para ecologistas y medios de comunicación, ilustrando la crisis de gestión de residuos sólidos en EE. UU. marcada por la falta de espacio en vertederos: cerca de 3.000 vertederos municipales cerraron entre 1982 y 1987. Este suceso generó un amplio debate nacional sobre la disposición de residuos y posiblemente influyó en el incremento de las tasas de reciclaje hacia finales de los 80 y más adelante.
La Unión de Científicos Conscientes atribuye el incidente del Mobro 4000 a una serie de decisiones erróneas tomadas por autoridades locales de Islip, junto con problemas inmediatos derivados de cambios en las regulaciones ambientales.

## En la cultura popular
Se creó una camiseta conmemorativa con el lema “L. I. Garbage Barge - World Tour '87”, adornada con una caricatura del barco de basura.
La película sueca de 1988 SOS – En segelsällskapsresa presenta una barcaza de basura errante como parte central de su trama, navegando por el archipiélago de Estocolmo.
El episodio de 1999 de Futurama, “A Big Piece of Garbage”, toma inspiración directa de este suceso para su historia de una bola de basura espacial.
La cantante Sally Timms incluyó en su álbum de 1995 To the Land of Milk and Honey una canción titulada “Junk Barge”, escrita por Dave Trumfio, que relata el incidente.
El incidente también inspiró literatura infantil, como Here Comes the Garbage Barge de Jonah Winter, publicado en 2010, y All That Trash: The Story of the 1987 Garbage Barge and Our Problem with Stuff de Meghan McCarthy, lanzado en 2018.